# Yekaterina Aleksandrovna Klimova
Yekaterina Aleksandrovna Klimova (tiếng Nga: Екатерина Александровна Климова, sinh ngày 24 tháng 1 năm 1978 tại Moskva) là một nữ diễn viên người Nga, hoạt động trong lĩnh vực sân khấu và điện ảnh.

## Phim đã tham gia

### Phim truyền hình
- Igry v podkindogo (2001) trong vai Sinya
- Moskovskye okna (2001)
- Vremena ne vybirayut (2002) trong vai Inna Gavrushina
- Cô gái nghèo Nastya (2003-2004) trong vai Natalia Aleksandrovna Repnina
- Grehi otsov (2004) trong vai Katya Androsova
- Cổng bão (2006) trong vai Alyona Doronina

## Phim màn ảnh rộng
- A poutru oni prosnulis (2003) trong vai Ket
- Proshchaniye v iyune (2003) trong vai Tanya
- Chúng tôi đến từ tương lai (2008) trong vai Y tá Nina
- Chúng tôi đến từ tương lai 2 (2010) trong vai Y tá Nina